# Турдинула світлоброва
Турдину́ла світлоброва (Napothera epilepidota) — вид горобцеподібних птахів родини Pellorneidae. Мешкає в Південно-Східній Азії. Виділяють низку підвидів.

## Підвиди
Виділяють чотирнадцять підвидів:
- N. e. delacouri Yen, 1934 — схід центрального Гуансі;
- N. e. amyae (Kinnear, 1925) — північний В'єтнам;
- N. e. lucilleae Meyer de Schauensee & Ripley, 1940 — гори Суматри (на висоті 900-1100 м над рівнем моря);
- N. e. roberti (Godwin-Austen & Walden, 1875) — південь Ассаму (на південь від Брахмапутри) і північно-західна М'янма;
- N. e. guttaticollis (Ogilvie-Grant, 1895) — схід Бутану і північ Ассаму (на північ від Брахмапутри);
- N. e. bakeri (Harington, 1913) — східна М'янма;
- N. e. davisoni (Ogilvie-Grant, 1910) — південна М'янма, північний і центральний Таїланд;
- N. e. laotiana (Delacour, 1926) — південний схід Юньнаню, північ і центр Лаосу;
- N. e. hainana (Hartert, E, 1910) — острів Хайнань;
- N. e. clara (Robinson & Kloss, 1919) — плато Далат[en] (південь центрального В'єтнаму);
- N. e. granti (Richmond, 1900) — Малайський півострів;
- N. e. epilepidota (Temminck, 1828) — Ява;
- N. e. diluta (Robinson & Kloss, 1916) — високогір'я Суматри (на висоті 1300–1600 м над рівнем моря);
- N. e. exsul (Sharpe, 1888) — Калімантан.

## Поширення і екологія
Світлоброві турдинули мешкають в Індії, Бутані, Китаї, М'янмі, Таїланді, Лаосі, В'єтнамі, Малайзії і Індонезії. Вони живуть у вологих рівнинних і гірських тропічних лісах. Живляться комахами і павуками. Сезон розмноження триває з січня по червень в Північно-Східній Індії та з листопада по грудень на Яві.

## Збереження
МСОП класифікує цей вид як такий, що не потребує особливих заходів зі збереження. Світлоброві турдинули є доволі поширеним видом в межах свого ареалу, однак є рідкісними в Індії і Бутані.